# 割
割（わり）は割合を示す数値の後につける無次元の単位で、全体を十として示すものである。十分率（じゅうぶんりつ）ともいう。

## 概説
1割は十分の一に等しい。漢数字の小数では「分（ぶ）」に等しい。SI接頭語ではd（デシ）に当たり、パーセント表示では10 %に当たる。パーセントが百分率であるように、割は十分率である。
例えば定価から 2/10 の値引きをした値段は2割引、打率が 3/10 以上である打者を3割打者というように用いられる。漢字「割」の本来の意味は「わる」「さく」で、「十分の一」の意味は（また「割合」の意味も「割り算」の意味も）日本独自の国訓である。
1割 (十分の一) より小さい端数がある割合、たとえば0.327は、3割2分7厘のように漢数字の分量単位を用いる。

### 「分」についての誤解
分は1⁄10（1⁄100ではない。）を、厘は1⁄100を、毛は1⁄1000を表す漢数字である。
「割」と共に「分」が用いられる場合に、「分 = 百分の一」と誤解されることがある。しかし、分は1/10を表す分量単位であり、「分 = 割の十分の一」として使われているのである（詳細は、分 (数)#百分の一を意味するとの誤解を参照のこと）。